# جان بول آدم
جان بول آدم (بالفرنسية: Jean-Paul Adam) هو سباح وسياسي سيشلي، ولد في 12 يونيو 1977 في ماهيه في سيشل. نشط حزبياً في الحزب السيشلي المتحد ‏. وقد انتخب وزير المالية (2015 – ) وانتخب وزير الخارجية ‏ (2010 – 2015).

## وصلات خارجية
- جان بول آدم على موقع الاتحاد الدولي للسباحة (الإنجليزية)
- جان بول آدم على موقع أوليمبيديا (الإنجليزية)
- جان بول آدم على موقع اتحاد ألعاب الكومنولث (مؤرشف) (الإنجليزية)